# Gröbenzell
Gröbenzell là một đô thị nằm gần Munich ở huyện Fürstenfeldbruck, trong bang Bayern, nước Đức. Đô thị Gröbenzell có diện tích 6,36 km², dân số thời điểm 31 tháng 12 năm 2006 là 19.202 người. Đô thị này được lập năm 1952. Gröbenzell nằm bên rạch Gröbenbach tại khu vực từng là đầm lầy.

## Thị xã kết nghĩa
- Pilisvörösvár, Hungary, từ năm 1990.
- Garches, Pháp, từ năm 1994.